# Léon Lalanne
Pour les articles homonymes, voir Lalanne.
Pour le prélat français, voir Léon de Lalanne.
Léon Lalanne, à l'état-civil Léon Louis Chrétien-Lalanne, est un ingénieur et un homme politique français, né le 3 juillet 1811 dans l'ancien 11e arrondissement de Paris et mort le 12 mars 1892 dans la même ville. Il est le frère de l’historien Ludovic Lalanne.

## Biographie
Fils de François Chrétien, docteur en médecine, et d'Aurore Marie Damaris Langlois, fille de Michel Langlois, ancien administrateur général des hôpitaux militaires. Son père obtient par un jugement civil du tribunal de la Seine (21 avril 1820), qu'à son nom de Chrétien soit ajouté celui de Lalanne, nom de sa première épouse décédée.
Il suit une classe de mathématiques spéciales au lycée Louis-le-Grand avec Évariste Galois.
Entré à l'École polytechnique en 1829, puis à l'École nationale des ponts et chaussées en 1831, Léon Lalanne en sort ingénieur des Ponts et Chaussées et se fait bientôt remarquer par plusieurs inventions ou perfectionnements ayant pour but d’abréger les opérations des calculs, notamment l'épure de Lalanne, un graphique permettant d'optimiser le profil en long pour la construction d'une route neuve. Il s’intéresse très vite aux chemins de fer et est l’un des constructeurs de la ligne de Sceaux (1846).
Bien que né dans une famille légitimiste, Léon Lalanne est très tôt un républicain convaincu. Il participe aux journées de juillet 1830, alors qu'il est élève à l'École polytechnique.
Léon Lalanne se trouve mêlé aux événements de la Deuxième République. Appelé à remplacer, à la fin de mai 1848, Émile Thomas à la direction des Ateliers nationaux, il doit, devant le nombre toujours croissant des inscrits, prendre des mesures impopulaires (arrêt des inscriptions, paiement à la tâche et non plus à la journée, etc.) qui n’empêchent pas leur dissolution peu après. À la suite des évènements de la journée du 13 juin 1849, il est un moment inquiété (affaire du Conservatoire des arts et métiers), mais rapidement remis en liberté.
Lalanne est chargé, en 1852, de la direction des travaux publics en Valachie. Il dirige ensuite la construction de chemins de fer en Suisse (1856-1860), puis en Espagne (1860-1861). Rentré en France (1862), il devient inspecteur général des Ponts et Chaussées, puis, en 1876, directeur de l’École des ponts et chaussées. En 1879, il entre à l’Académie des sciences.
Ayant pris sa retraite en 1881, Léon Lalanne s’intéressa alors à la politique. Soutenu par la gauche modérée, il est élu sénateur inamovible en mars 1883 en remplacement du général Chanzy, récemment décédé.
Il devient Grand Officier de la Légion d'Honneur le 18 janvier 1881.
En 1882, Lalanne est nommé président du conseil d'administration de la Compagnie générale des Omnibus, qui détient alors le monopole des voitures et transports en commun à Paris.
Il est inhumé au cimetière de Bourg-la-Reine (division 7).

## Œuvres
Léon Lalanne a publié de nombreux travaux scientifiques dont :
- Tables nouvelles pour abréger divers calculs relatifs aux projets de routes principalement les calculs des terrasses et des plans parcellaires… (1839) ;
- De la vapeur (1840) ;
- Mémoire sur l’arithmoplanimétrie (1840) ;
- Essai philosophique sur la technologie (1840) ;
- Collection de tables pour abréger les calculs relatifs à la réduction des projets de routes et chemins de 6 mètres de largeur (1843) ;
- Description et usage de l’abaque ou compteur universel (1845) ;
- Essai d'une théorie des réseaux de chemins de fer fondée sur l'observation des faits sur les lois primordiales qui président des populations (1863) ;
- Méthodes graphiques pour l'expression des lois empiriques ou mathématiques à trois variables... (1880) ;
- Rectification historique sur les Ateliers nationaux (1887).